# Terra agrícola
La terra agrícola (en anglès:Agricultural land o agricultural area) identifica la terra adequada per a la producció agrícola, tant de cultius com de ramaderia. La classificació estàndard usada per la FAO divideix la terra agrícola en els següents components, amb la superfície mundial respectiva per a 2009:
- Terra llaurable (13.812.040 km²) - la terra sota conreus anuals, com els cereals, cotó i d'altres; també inclou la terra deixada temporalment en guaret.
- Cultius permanents (1.484.087 km²) - vergers i vinyes (p.e. plantacions de fruiters).
- Pastues permanents (33.556.943 km²) - superfícies de prats i pastures usades per la ramaderia.

Els dos primers components — terra llaurable i terra de cultius permanents — constitueix l'anomenada terra cultivable.
Depenent de l'ús o no d'irrigació artificial, la terra agrícola es divideix en terra de regadiu i terra de secà.
La terra agrícola constitueix només una part del territori d'un país, el qual a més inclou zones no adequades per l'agricultura com els boscos, les lates muntanyes i les masses d'aigües interiors.
La terra agrícola cobreix aproximadament un 33% de la superfície de terres emergides de la Terra, mentre que la terra llaurable representa menys d'un terç de la superfície agrícola (9,3% de les terres emergides del món).